# Groß Berßen
Groß Berßen ist eine Gemeinde der Samtgemeinde Sögel im Landkreis Emsland im westlichen Niedersachsen (Deutschland).
Mit etwa 660 Einwohnern zählt Groß Berßen zu den kleineren Gemeinden im Emsland. Es erstreckt sich auf 20,76 km² Fläche. Die Ortsbezeichnung kann nach heutigen Maßstäben eher auf die flächenmäßige Ausdehnung hindeuten. Die Nachbargemeinde Klein Berßen hat mehr Einwohner, aber eine kleinere Fläche.

## Geografie

### Lage
Groß Berßen liegt in der Region Emsland nahe dem südlichen Rand der Geesthügel des Hümmling. Die Gemeinde befindet sich zwischen Meppen im Südwesten und Sögel im Nordosten bzw. zwischen Nordradde im Norden und Mittelradde im Süden.

### Nachbargemeinden
Nachbargemeinden sind im Norden die Gemeinde Sögel, im Osten die Gemeinde Hüven, im Süden die Gemeinde Lähden in der Samtgemeinde Herzlake und die Stadt Haselünne und im Westen die Gemeinde Klein Berßen.

## Geschichte
Über die vorgeschichtliche Entwicklung der Gemeinde Groß Berßen ist wenig bekannt. Die hohe Anzahl an Hügel- und Hünengräbern (siehe: Straße der Megalithkultur) innerhalb des Gemeindegebietes belegt allerdings, dass in der jüngeren Steinzeit, etwa um 3000 v. Chr., Menschen hier gelebt haben. Besonders sehenswert sind das so genannte Königsgrab von Groß Berßen und ein in der Nähe rekonstruiertes Großsteingrab. Auch die Mansenberge, auf der Gemeindegrenze zwischen Groß und Klein Berßen gelegen, sind seit der Renaturierung der Heideflächen wieder sehr sehenswert. Urkundlich erwähnt wird die Ortschaft erstmals um 940. Der Name der heute 677 Einwohner zählenden Kommune ist erstmals zur Zeit des Bischofs Dodo I. von Osnabrück (Amtszeit 919 – 952) als Teil der Pfarrei Bokeloh erwähnt.
Der Name Berßen findet sich fragmentär auch im Namen Bersenbrücks oder in den Namen „Bersa“ oder „Besula“.
Für die Deutung des Namens gibt es zwei Interpretationen.
Bei dieser ersten urkundlichen Erwähnung, im beschriebenen 10. Jahrhundert, ist der Name Groß Berßen latinisiert (bersinium) angeführt. Von dieser latinisierten Form lässt sich der Name „Heim des Bern“ aus dem altsächsischen ableiten.
Eine weitere Deutung des Namens entspringt der weit zurückliegenden Gründung der Ansiedlungen um Groß Berßen (um die Mitte des Jahrhunderts vor Christus). Die damals ansässigen Westgermanen benannten ihre Dörfer häufig nach den vorgefundenen landschaftlichen Gegebenheiten. So wurden Begriffe wie Schlamm, Schmutz, Lache, Quellen, See, Sumpf, Moor, Ried, Pfütze, Morast oder Dreck mit in den Namen eingeflochten. Wenn man in Bezug auf Groß Berßen bedenkt, dass es um 1900 noch ca. 100 eiszeitliche Seen auf dem Hümmling gab, unter ihnen der See vor dem Königsgrab und das sogenannte „Schmees Meer“, so kann man auf eine wasserreiche und morastige Gegend schließen. So kann also auch die wasserreiche Landschaft in und um Groß Berßen für den heutigen Namen verantwortlich sein. Der erste Wortteil „Ber“ weist somit auf Wasser hin und der zweite Namensteil „sen“ auf eine Siedlung. Berßen bedeutet somit, laut zweiter Deutung, „Siedlung am Wasser“.
1382 wird der Name erstmals in seiner heutigen Form erwähnt (Bersen).
In seiner Geschichte blieb Groß Berßen bis heute ein dörflich geprägtes Gemeinwesen inmitten einer urtümlichen Heide- und Niederungslandschaft, das seinen Bewohnern wenig wirtschaftliche Entwicklungsmöglichkeiten bot.
Die Gemeinde ist bis in die heutige Zeit durch die Landwirtschaft geprägt; in Groß Berßen gehen derzeit etwa 40 Vollerwerbslandwirte ihrer Arbeit nach.

## Politik

### Gemeinderat
Der Rat der Gemeinde Groß Berßen setzt sich aus neun Mitgliedern zusammen. Die Ratsmitglieder werden durch eine Kommunalwahl für jeweils fünf Jahre gewählt. Die aktuelle Amtszeit begann am 1. November 2021 und endet am 31. Oktober 2026.
| Partei                                             | 2021 | 2016 |
| -------------------------------------------------- | ---- | ---- |
| CDU                                                | 8    | 9    |
| Einzel                                             | 1    | –    |
| ________________ Einzelbewerber 2021: Anke Stevens |      |      |

### Bürgermeister
Bürgermeister: Reinhard Kurlemann

## Wirtschaft
Groß Berßen war von 2011 bis zum Juli 2014 Sitz der Hannoverschen Beteiligungsgesellschaft des Landes Niedersachsen.

## Sport
Der dörfliche Sportverein ist der SV Eintracht Berssen 1946 e. V. Zusammen mit dem Nachbardorf Klein Berßen wurde dieser Verein im Jahre 1946 gegründet und bietet heute Sportmöglichkeiten in verschiedenen Bereichen an. Die Sportanlage des Vereins besteht aus zwei Tennisplätzen, drei Fußballplätzen sowie einer Skateanlage.

## Kurioses
Klein Berßen hat mehr Einwohner als Groß Berßen, das aber wiederum eine größere Fläche hat. Beide Gemeinden sind politisch selbständig, d. h. jede Gemeinde hat ihren eigenen Bürgermeister und ihren eigenen Gemeinderat. Bis auf die politischen Aktivitäten läuft alles andere gemeinsam. Es gibt eine gemeinsame Kirchengemeinde, einen gemeinsamen Sportverein, einen gemeinsamen Musikverein etc. Auch die jährlichen Feierlichkeiten wie das Schützenfest, die Kirmes oder das Erntedankfest werden von den Bürgern beider Gemeinden organisiert und gefeiert. 
Groß Berßen ist – neben Weißkeißel – eine von nur zwei Gemeinden in Deutschland, die zweimal den Buchstaben ß im Namen tragen.
2016 wurde in Groß Berßen ein bundesweiter Wetter-Rekord aufgestellt: Am 23. Juni fielen innerhalb von 24 Stunden 150,7 Liter Regen je Quadratmeter, so viel wie in keinem anderen Ort in Deutschland im davor liegenden Jahr.
Bis zum heutigen Tage haben sich neben den hochdeutschen, offiziellen Nachnamen vieler Familien auch die plattdeutschen Nachnamen derselben Familien erhalten. Wobei die plattdeutschen Nachnamen zum Teil mit den Hofstellen verbunden sind und nicht etwa mit den dort lebenden Bewohnern. Dieses Phänomen betrifft nicht nur die alten Bauersfamilien, sondern ebenso die damaligen Heuerleute. 
Ebenso gibt es bis heute die Besonderheit der Namenszuordnung über mehrere Generation zu den jeweiligen Vornamen des männlichen Familienvorstandes. Heißt beispielsweise der Großvater väterlicherseits Hermann und dessen Sohn Heinrich und dessen Sohn wiederum Josef, so heißt der Enkelsohn – also der Josef – in der plattdeutschen, lokalen Mundart "Herm sin Hinerk sin Joop". Diese Form der Namenzuordnung wird jedoch immer seltener, sie erstreckt sich üblicherweise über zwei bis maximal drei Generationen.

## Sagen

### Das Loher Loch
In der Gemeinde Groß Berßen gibt es noch heute ein Waldstück das als Lohe bezeichnet wird. In diesem Waldstück soll einmal ein Wirtshaus gestanden haben. Als nun in diesem Wirtshaus an einem Karfreitag eine Hochzeit gefeiert wurde, soll ein Priester vorbeigekommen sein. Als dieser das wilde Treiben am Karfreitag sah, sprach er einen Fluch aus und das Wirtshaus soll samt Hochzeitsgesellschaft im Boden versunken sein. Noch heute ist im Lohe ein kleiner Tümpel, der den angeblichen Ort des Geschehens markieren soll.

### Die Rettung von Berßen vor großer Feuersbrunst
In einem großen Waldstück zwischen Groß Berßen und Klein Berßen soll es vor langer Zeit ein großes Feuer gegeben haben. Um das Dorf vor der Vernichtung zu schützen, soll sich der Priester mit der Monstranz in den Händen vor die Feuerwand gestellt und für die Rettung des Dorfes und seiner Menschen gebetet haben. Daraufhin soll sich der Wind gedreht haben, so dass das Dorf und Menschen von den Flammen verschont blieben. Bis heute heißt ein Waldstück zwischen Groß Berßen und Klein Berßen Aschgarten. Eine mögliche Erklärung dieser Sage könnte aus der frühen sächsischen Besiedlung der Region stammen, da der Begriff "Asen" (vgl. auch Ortsname Asendorf) ähnlich mit dem Wortstamm "Asch" ist.

### Gründung der ersten Kirche
Die erste Kirche soll durch zwei reiche Bauersfrauen gestiftet worden sein. Obwohl die Bauersfrauen in Groß Berßen ansässig gewesen sein sollen, wurde die Kirche an der heutige Stelle in Klein Berßen (Herz-Jesu-Kirche) errichtet. Grund hierfür soll die sonntägliche Fahrt zur Kirche in repräsentativen Kutschgespannen gewesen sein, die entfallen wäre, hätte man die Kirche in Groß Berßen erbaut. Durch die Fahrt zur Kirche bot sich die Möglichkeit Kutsche, Gespann und Status zur Schau zu stellen.